# Daniel McKee

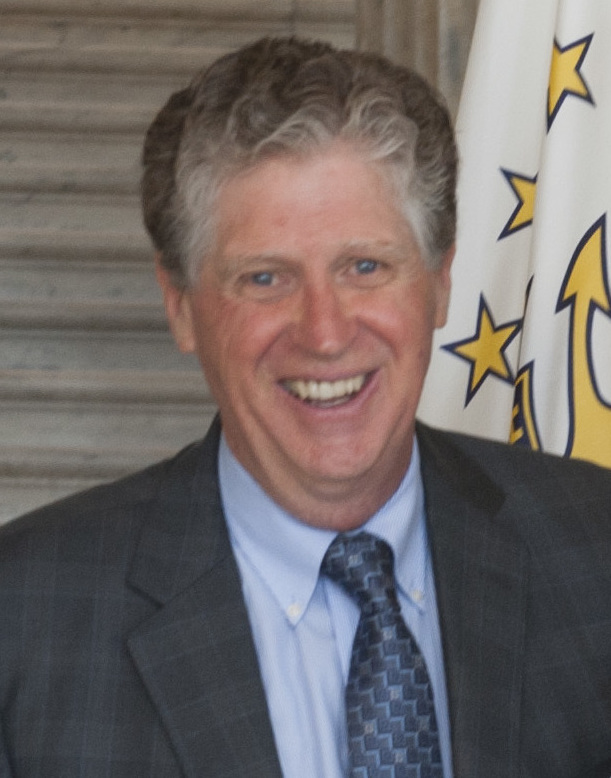
Daniel McKee, 2015

Daniel „Dan“ McKee (* 16. Juni 1951 in Cumberland, Rhode Island) ist ein US-amerikanischer Politiker. Am 2. März 2021 wurde McKee zum Gouverneur von Rhode Island vereidigt; zuvor bekleidete er von 2015 bis 2021 das Amt des
Vizegouverneurs.

## Werdegang
Daniel McKee besuchte das Assumption College in Worcester (Massachusetts) und studierte dann an der Harvard University. Er schloss sich der Demokratischen Partei an und saß zwischen 1992 und 1998 im Stadtrat von Cumberland. Dann wurde er sechsmal zum Bürgermeister dieser Stadt gewählt. Außerdem war er zeitweise als Basketballtrainer im Jugendbereich tätig.
Im Jahr 2014 wurde McKee an der Seite von Gina Raimondo zum Vizegouverneur von Rhode Island gewählt. Dieses Amt bekleidete er vom 6. Januar 2015 bis zum 3. März 2021, nachdem Raimondo zur Handelsministerin der Vereinigten Staaten unter Joe Biden vereidigt worden war und damit McKee ihr auf das Amt des Gouverneurs folgte.